# Barton (Vermont)
Pour les articles homonymes, voir Barton.
Barton est une ville américaine située dans le Comté d'Orleans, dans le Vermont. Selon le recensement de 2020, sa population est de 2 872 habitants.